# Angie Zelter
Angie Zelter, född 5 juni 1951 i London, är en aktivist känd bland annat som grundare av grupper som Trident Ploughshares och International Woman's Peace Service. Zelter använder sig ofta av icke-våldslig direkt aktion och har gripits över 100 gånger i Belgien, Kanada, England, Malaysia, Norge, Polen och Skottland. Hon har avtjänat 16 fängelsestraff. Zelter beskriver sig själv som en "världsmedborgare".
Under 1980-talet grundade Zelter en snöbollskampanj som uppmuntrade flera tusen människor att demontera staket runt amerikanska militärbaser i Storbritannien. År 1996 var hon en del av plogbillsgruppen Seeds of Hope som avväpnade ett Hawk-stridsflygplan, vilket skulle exporteras till Indonesien, där det skulle ha använts för att attackera Östtimor. Gruppen frikändes i domstol för denna aktion.
Under 2011 arbetade Zelter tillsammans med det svenska nätverket Ofog med att organisera fredskampanjen War Starts Here. 2012 deltog hon i kampen mot en ny marinbas i byn Gangjeong på ön Jeju i Sydkorea.